# Karsten Polky
Karsten Polky (ur. 14 listopada 1961 w Bad Schmiedeberg) – wschodnioniemiecki, a potem niemiecki zapaśnik walczący w stylu wolnym. Dwukrotny olimpijczyk. Dziesiąty w Seulu 1988 i dziewiąty w Barcelonie 1992. Walczył w kategorii 62 kg.
Srebrny medalista mistrzostw świata w 1989. Zdobył cztery srebrne medale na mistrzostwach Europy w latach 1987 – 1990 roku.
Mistrz NRD w 1987 i 1988. Mistrz Niemiec w 1991 i 1992 roku.